# Malciaussia (Usseglio)
Malciaussia (Malciossià in piemontese) è una frazione del comune di Usseglio, nella città metropolitana di Torino.
Si trova nelle Valli di Lanzo, più precisamente nella Valle di Viù, di cui è l'ultima frazione raggiungibile solo nel periodo estivo dalla strada provinciale; Usseglio, come tutti i comuni della Valle, fa parte dell'Unione dei Comuni montani delle Alpi Graie.
Nella frazione è presente il Lago di Malciaussia, un bacino artificiale che prende il nome dalla frazione.

## Toponimo
Il nome della frazione deriverebbe dal dialetto locale patois o dall'Arpitano "mal ciaussia", che vuol dire mal calzati, in riferimento probabilmente alla scarsa qualità delle calzature utilizzate anticamente dagli abitanti locali o dai margari.

## Geografia fisica

### Territorio

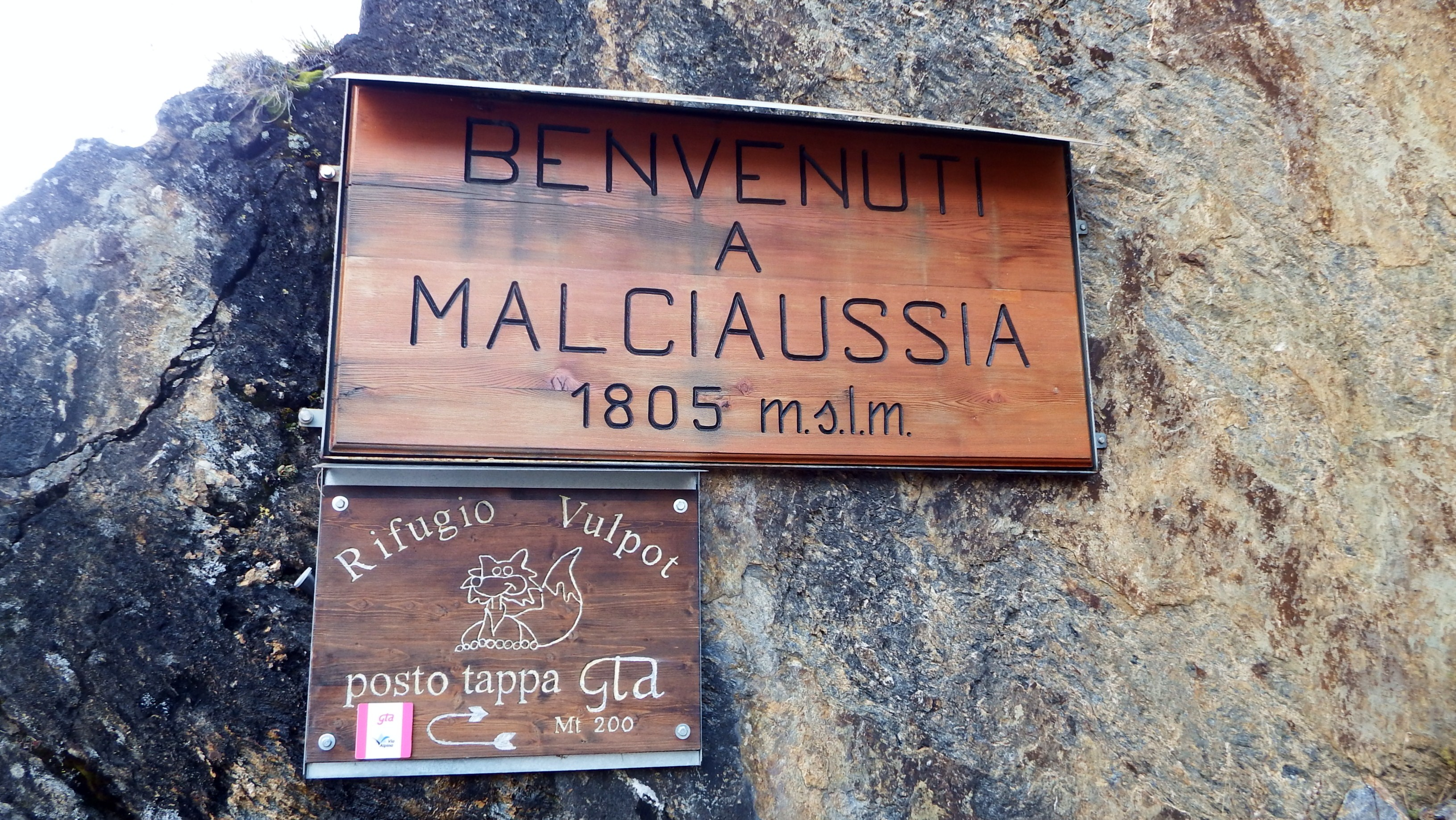
Cartello all'inizio della frazione

La frazione è situata a 1805 m.s.l.m. e dista a circa sei chilometri dalla frazione di Margone e circa nove chilometri dal comune di Usseglio e dalla sua chiesa parrocchiale. È posizionata alla fine della strada provinciale 32 dopo la frazione di Margone. Il paesaggio è tipicamente alpino, tra le montagne delle Alpi Graie che svettano sulla frazione. A nord si vede la Cima Testa Nera (3080 m.s.l.m.), il Colletto della Lera (3320 m.s.l.m.) e la Punta Sulè (3384 m.s.l.m.). Ad est si trova la conca che crea la Stura di Viù e vette meno alte come il monte Bellacomba (2021 m.s.l.m.) e il Truc Panè (2190 m.s.l.m.), anche se quest'ultimo si trova a sud della frazione Margone. È a sud dove ci sono il maggior numero di montagne come la Costa Fenera (2620 m.s.l.m.), il Monte Turlo (2590 m.s.l.m.), il Piccolo Monte Turlo (2420 m.s.l.m.), il Monte Palon (2965 m.s.l.m.) e il Monte Palonetto (2643 m.s.l.m.). Ad ovest troviamo le montagne più alte come I Muret (3060 m.s.l.m.), il Rocciamelone (3548 m.s.l.m.) e la Punta della Cavalle (3394 m.s.l.m.). Proseguendo lungo il sentiero della frazione troviamo la Grange di Pietramorta (1812 m.s.l.m.) e tenendo sempre la destra del fiume troviamo la cascata che crea il Lago di Malciaussia e, dopo la diga, la Stura di Viù che è uno dei tre fiumi che formano la Stura di Lanzo, affluente di sinistra del Po. Il lago è stato costruito negli anni trenta del novecento dall'Enel per la produzione di corrente elettrica nella centrale idroelettrica di Crot.

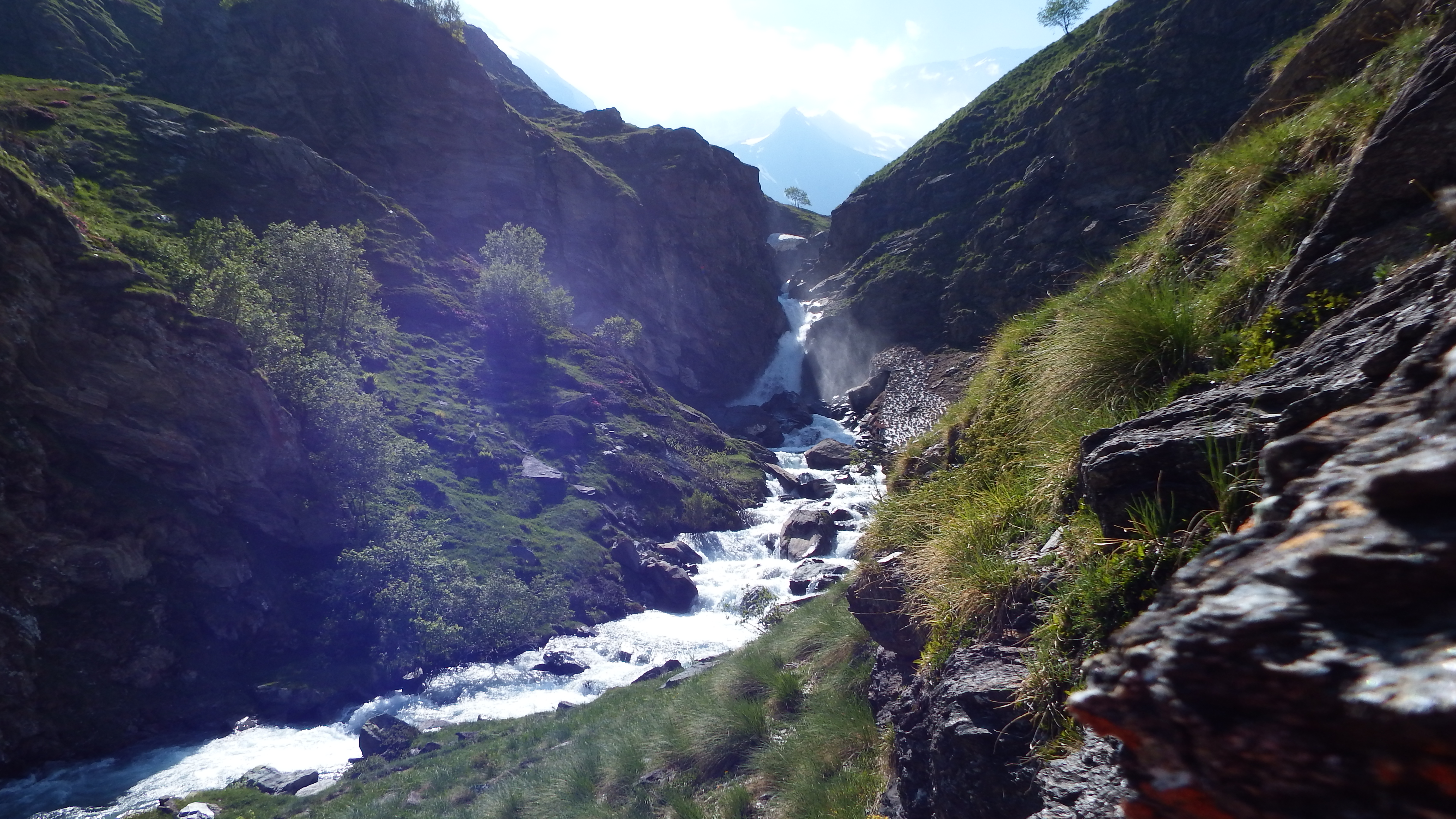
Cascata che crea il lago
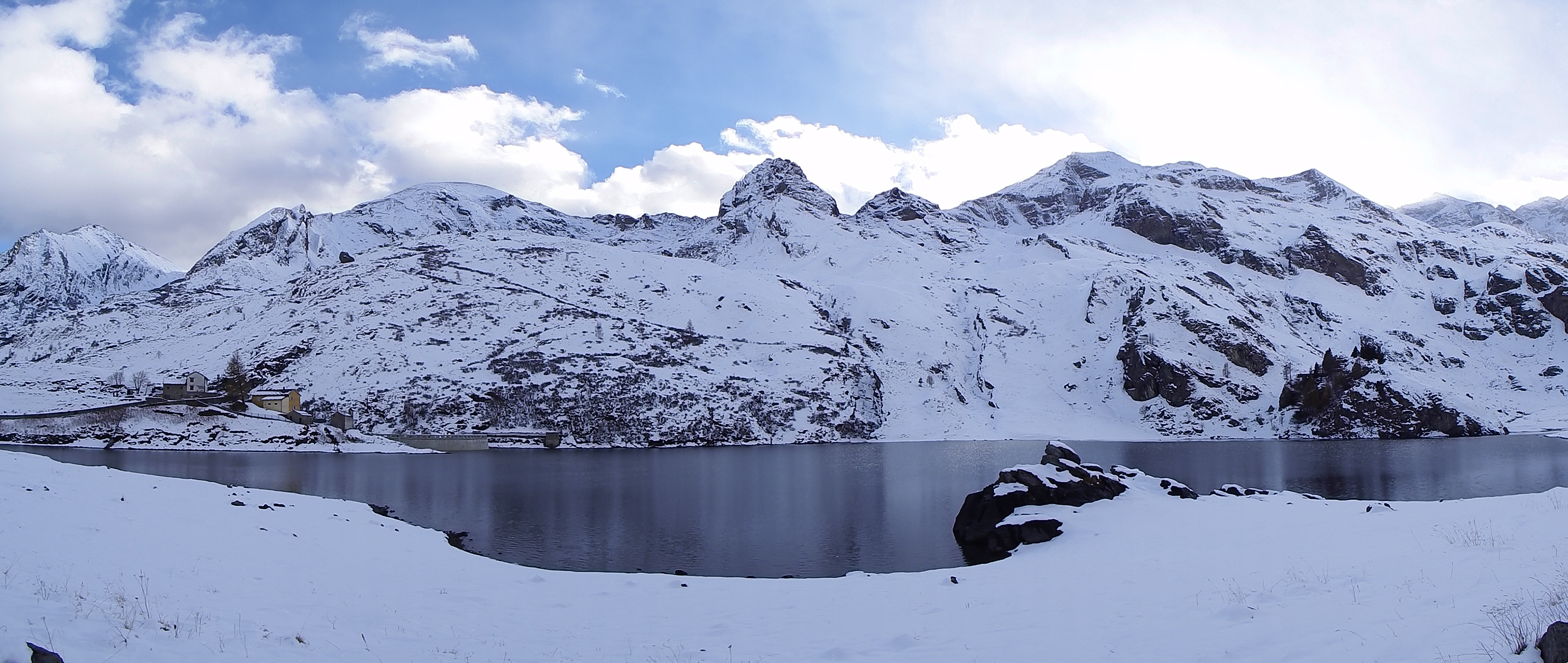
Panoramica montagne a sud della frazione con il lago
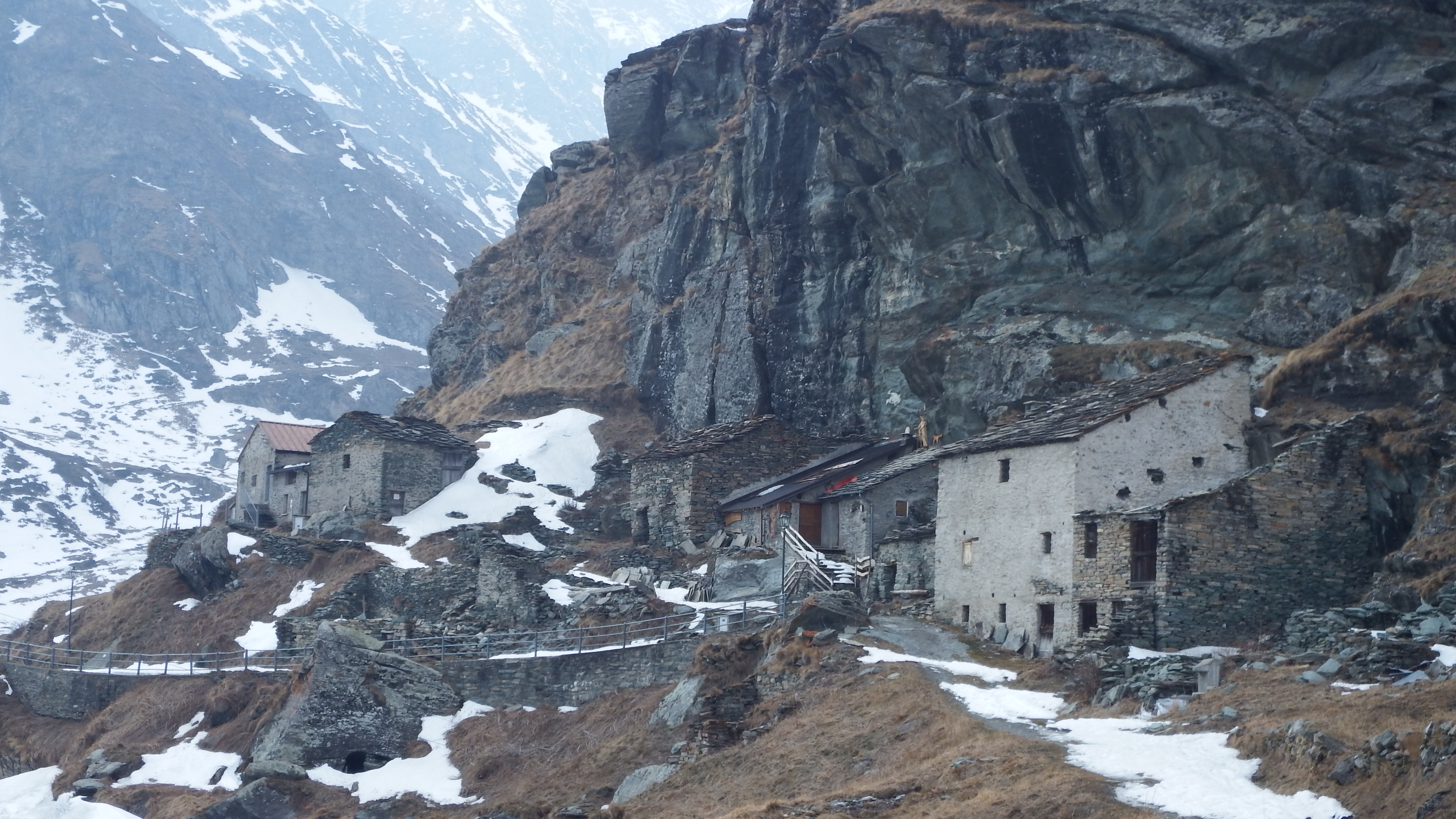
Grange di Pietramorta

### Clima

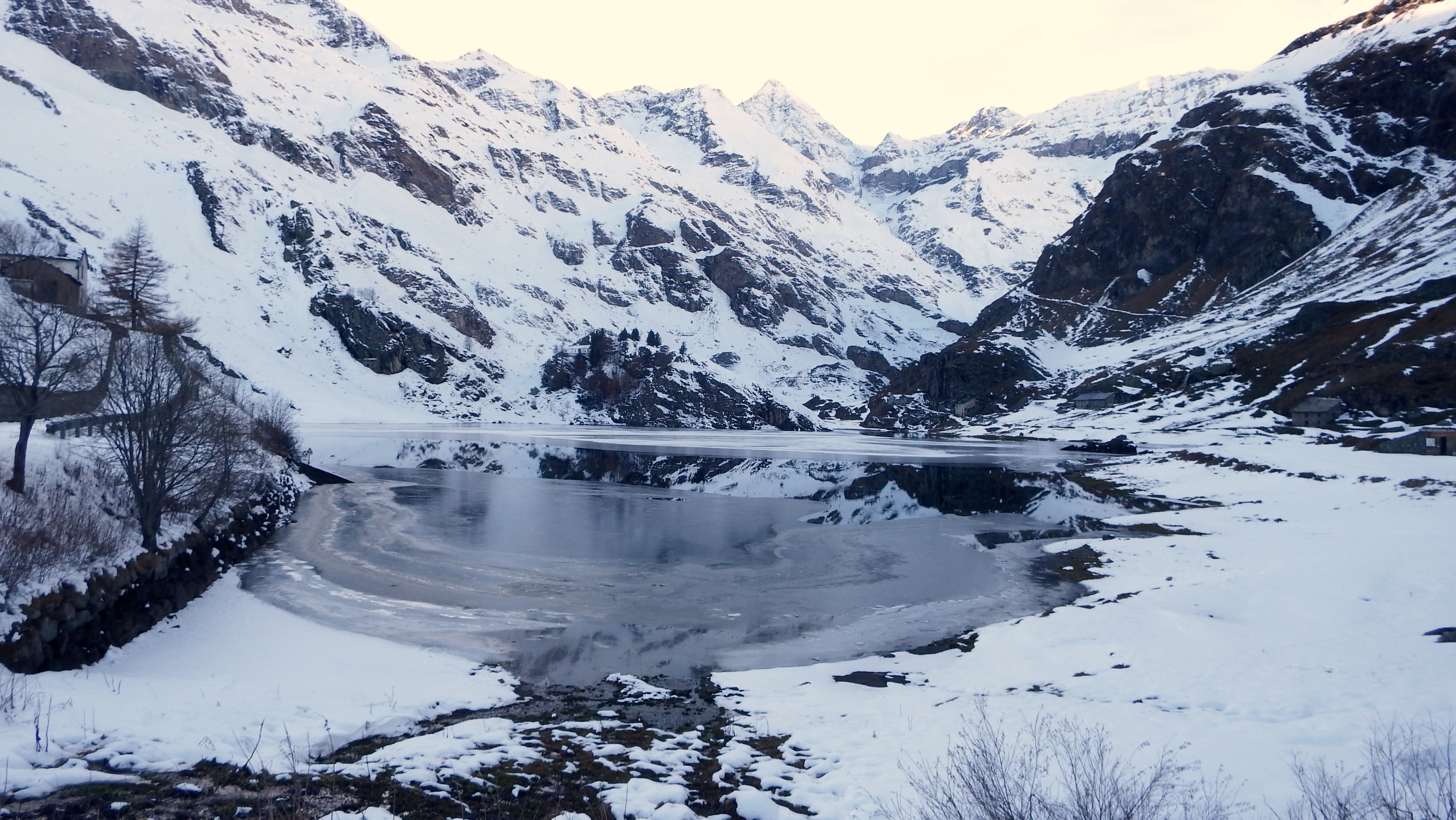
Lago di Malciaussia in inverno, ghiacciato e con molta neve

Il clima è tipicamente montano, con inverni lunghi ed abbondanza di nevicate (si raggiungono in media 4,5 metri annui), primavere ed autunni piovosi (mediamente 1200 mm). In estate le temperature sono miti, anche  a causa del microclima che si crea intorno al lago e alla conca in cui si trova. La stazione meteo si trova circa 500 metri più in basso e, per questo, le temperature della frazione sono mediamente più fredde di 2-4 gradi, con picchi anche più freddi di 7-8 °C.
Per le abbondanti precipitazioni sono rari i periodi di siccità, l'ultimo è stato nell'estate del 2017 a causa delle nevicate sotto la media e per le scarse piogge nel periodo primaverile-estivo da far abbassare il livello del lago di poco più di 2 metri nel mese di Ottobre.

## Storia
Prima della costruzione della diga, la frazione era abitata solo nei 3 mesi estivi per via della neve, il freddo e del sentiero impraticabile. Era un piccolo villaggio a 1797 m.s.l.m. circondato interamente da alte giogaje. 

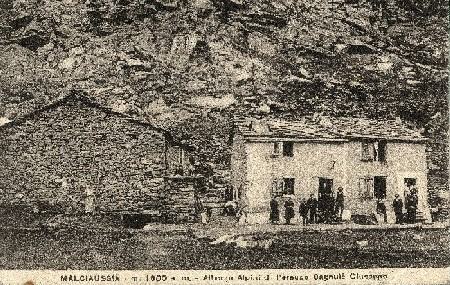
Rifugio Vulpot che ospitava il Comando del Battaglione Val Brenta
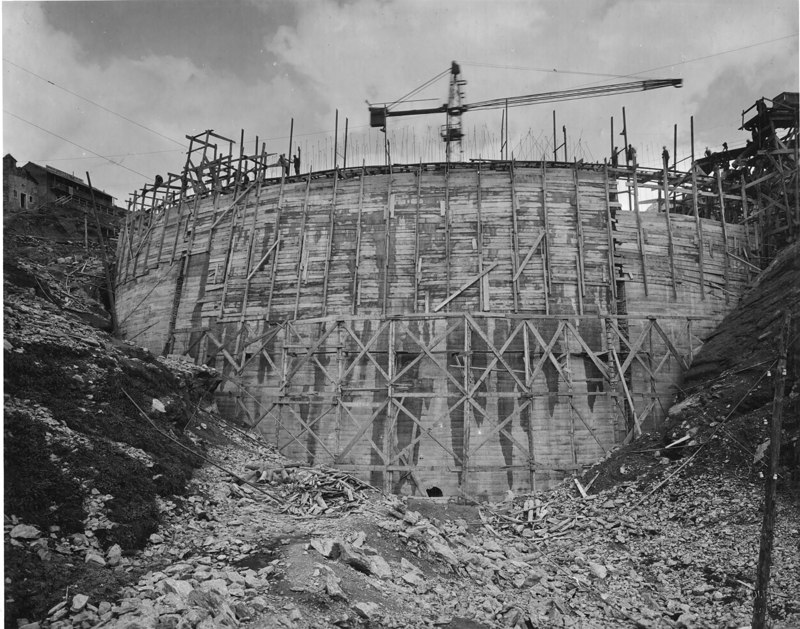
Costruzione della diga vista dalla frazione
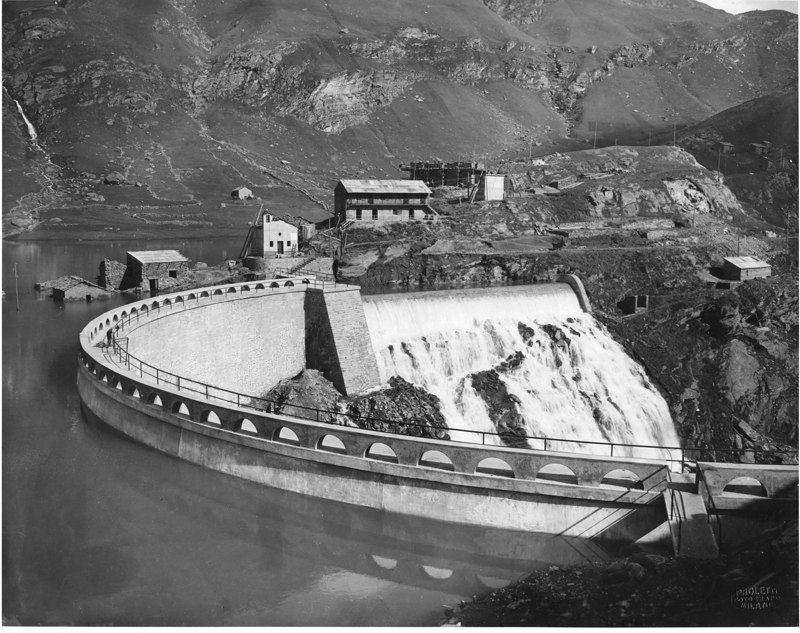
Riempimento lago con le case che vengono sommerse

## Popolazione
A causa della diga, del posto non facilmente raggiungibile e dell'emigrazione (soprattutto verso la pianura torinese e vicino al comune) la popolazione di Malciaussia è sempre stata prossima a nessun residente e dagli anni '30 non ci sono residenti. Solo nel periodo estivo risiede gente, soprattutto nella grange di Pietramorta.

## Monumenti e luoghi d'interesse
La cappella è situata sulle sponde del lago dietro la casa dei dipendenti Enel (arrivando dalla strada). Ovviamente la costruzione è successiva alla costruzione della diga, perché prima la chiesetta di San Bernardo era in centro al paese come si può vedere dalla fotografia mentre il lago era in fase di riempimento. Sul pianoro della frazione e sopra al Rifugio Vulpot sono visibili ancora i bunker militari e verso il Colle dell'Autaret si vedono i fili spinati e le reti usati nella seconda guerra mondiale. Per il sentiero che porta alla Croce di Ferro ed al Lago Nero si sfrutta una vecchia mulattiera militare mentre per Colle dell'Autaret è ben visibile il tracciato dell'epoca romana.
Lungo la mulattiera militare si trova l'ex caserma della Guardia alla Frontiera di stanza nell'ultima frazione della Valle di Viù. Oggi è una casa privata con la particolarità che per portare la roba (la mulattiera sale parecchio ed in macchina non è praticabile) c'è una "funivia" azionata a mano che collega la casa alla sponda nord del lago poco prima della grange di Pietramorta. Dalla ex caserma si ha una bellissima panoramica del lago e della diga.
Nella frazione troviamo 3 fontanelle di acqua potabile, numerose sorgenti d'acqua potabile e bagni pubblici.

## Foto

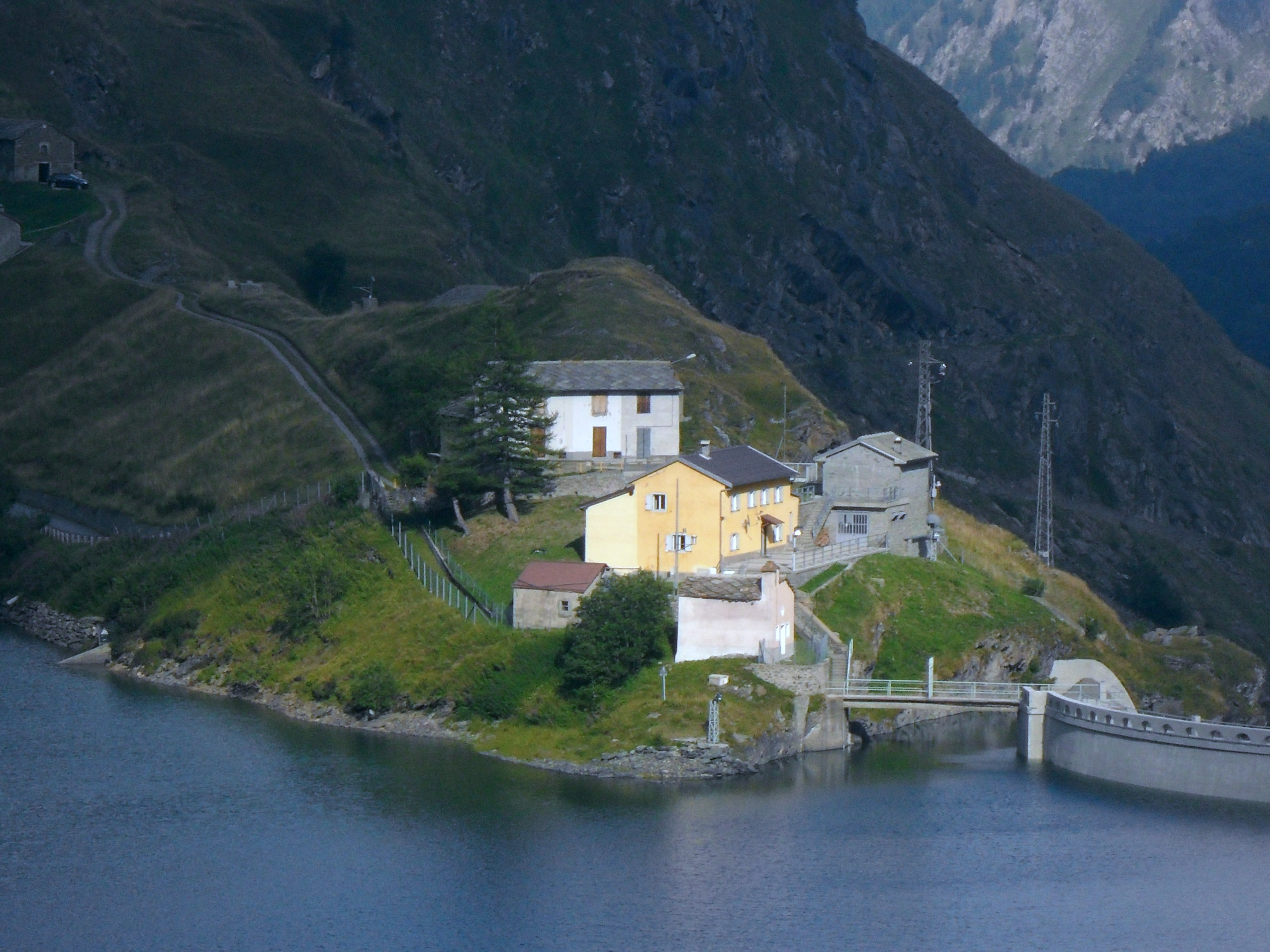
La chiesa di San Bernardo
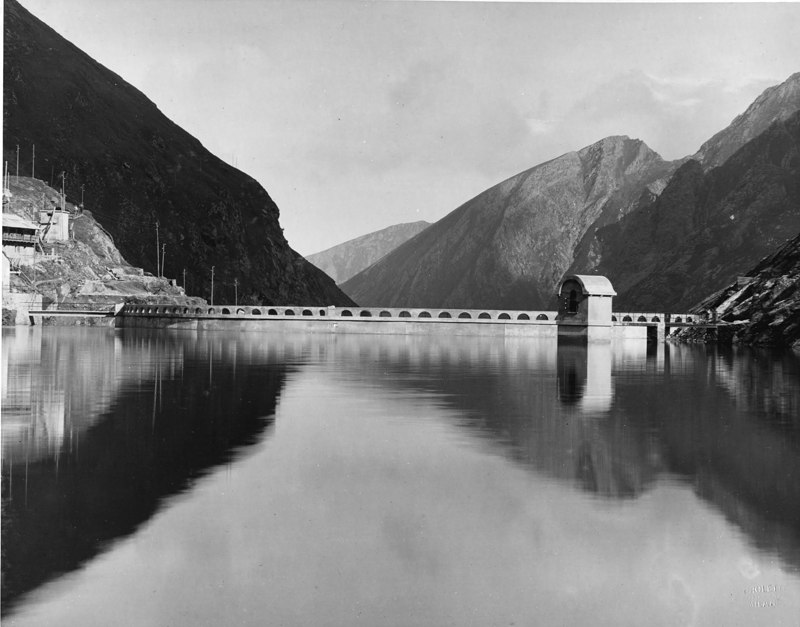
Un punto di appoggio Enel durante il riempimento del lago
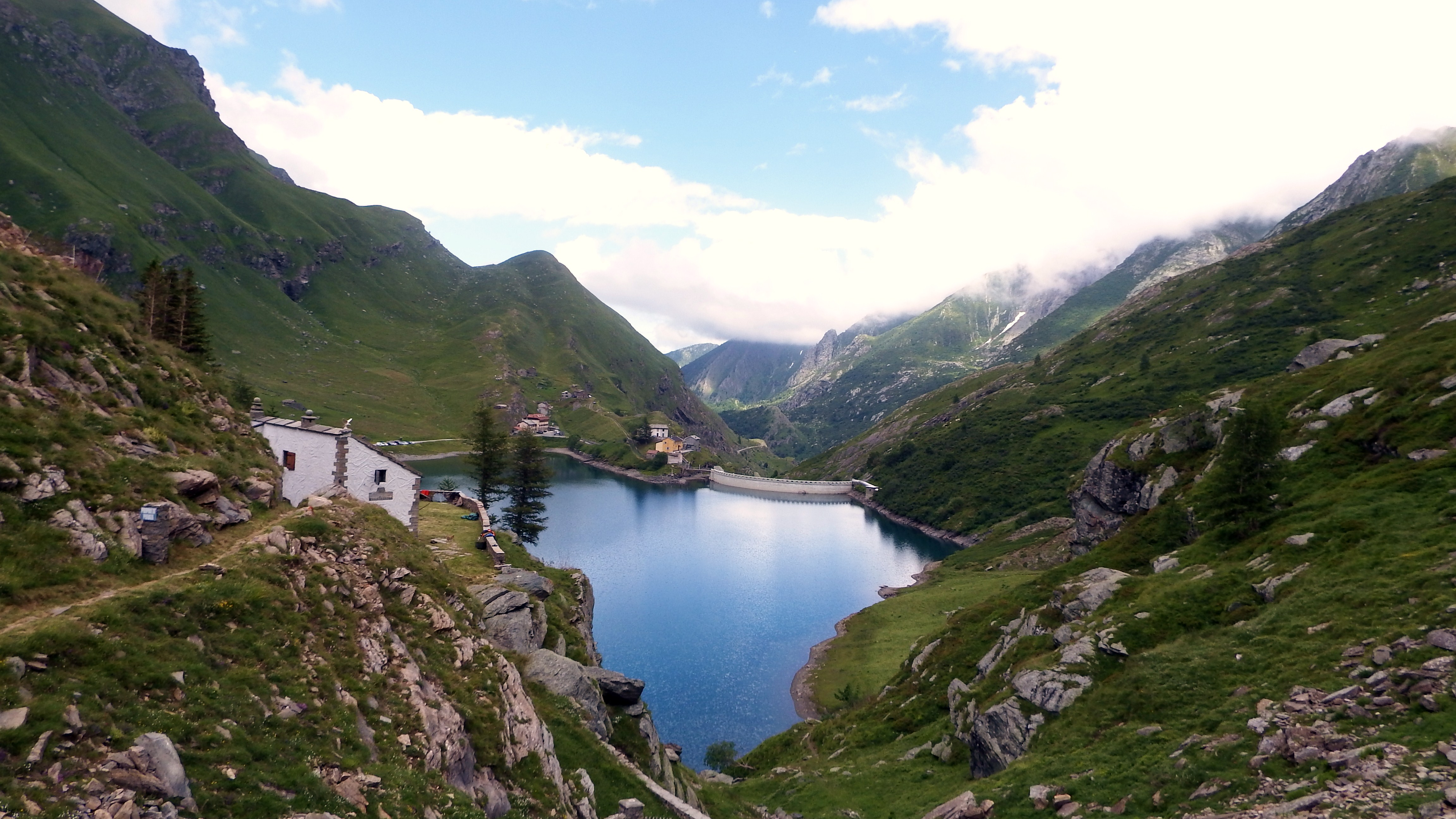
A sinistra l'ex caserma ed il lago

## Accesso

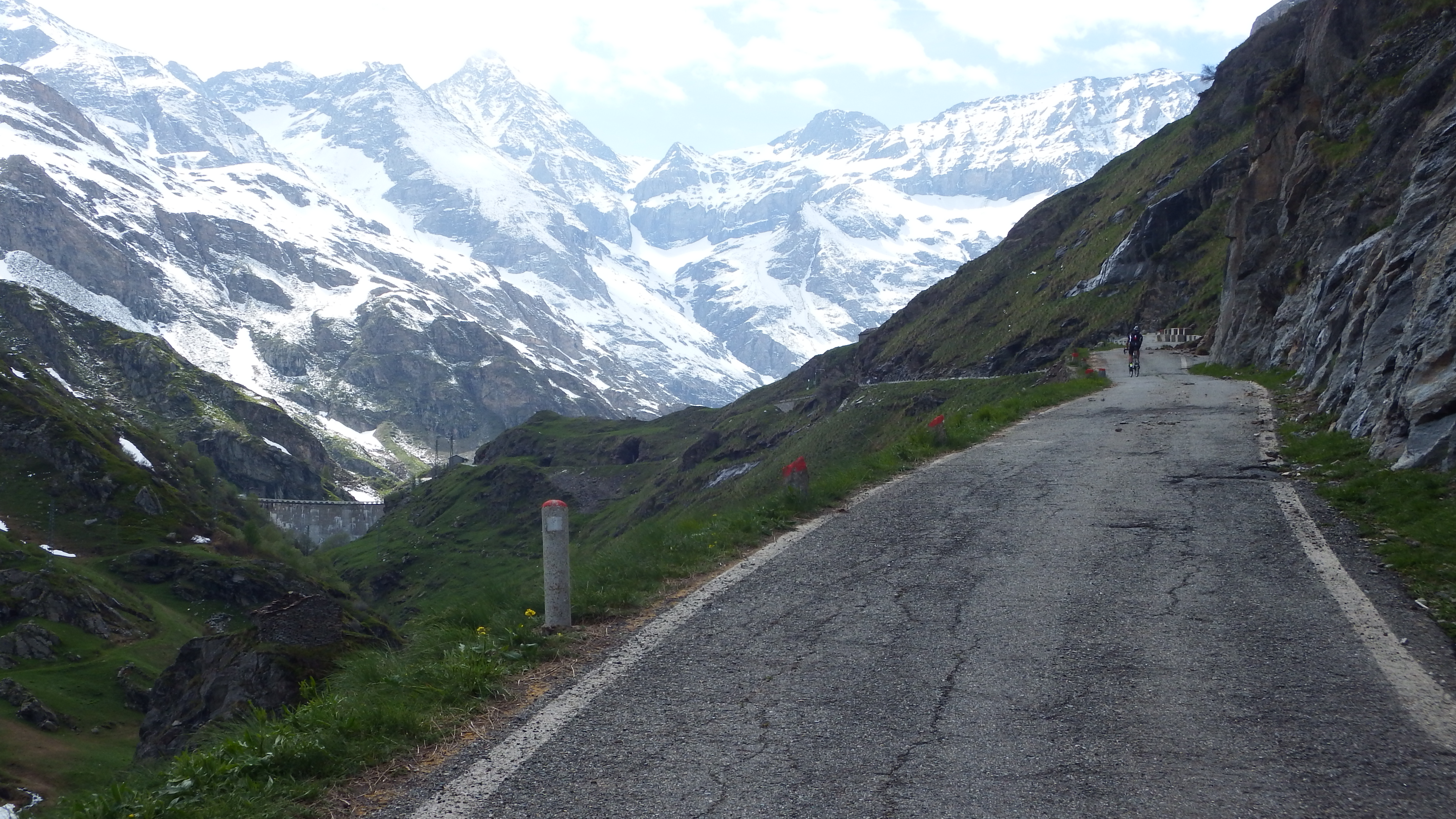
La strada che porta alla frazione

La località è raggiungibile in automobile solo nel periodo estivo (da inizio giugno a metà ottobre circa). Nel periodo non indicato la strada è chiusa da una sbarra a Margone per sicurezza, perché non viene spazzata la neve sulla strada in quanto non c'è molta necessità. La frazione, quando la strada è chiusa, è raggiungibile a piedi o con le ciaspole quando c'è presenza di neve molle per la strada. Bisogna fare attenzione alle possibili slavine o valanghe nel periodo primaverile; è punto di partenza di varie escursioni in alta quota. In particolare è punto di partenza per salire al Rifugio Ernesto Tazzetti e per guadagnare la vetta del Rocciamelone.

## Economia
Prima che la frazione fosse sommersa dall'acqua, c'erano vaste coltivazioni di segale che impiegavano 14 mesi per maturare, infatti si seminava solo la metà dei campi disponibili ogni anno per avere il raccolto ogni stagione. Oltre alle coltivazioni si praticava la pastorizia.
Oggi, come risorse economiche della frazione, si possono citare gli alpeggi ed il turismo: i primi caratterizzano il paesaggio con numerose gregge e mandrie di vacche, pecore, capre e asini che vi giungono con caratteristiche transumanze e soggiornano nel periodo più caldo dell'anno presso i prati della vallata. Ci sono anche molti cacciatori, sempre nel periodo estivo e quando è aperta la stagione di caccia, per cercar di prendere cinghiali, caprioli, cerbiatti e stambecchi.
Il turismo, invece, è presente soprattutto nei fine settimana estivi con molta gente che vuole trascorrere una giornata in tranquillità senza il caos della città e senza il caldo afoso della pianura torinese. Lungo le rive del lago e nei prati della frazione si possono effettuare pic-nic o fissare una tenda per passare una notte. Come unico esercizio commerciale c'è il Rifugio Vulpot

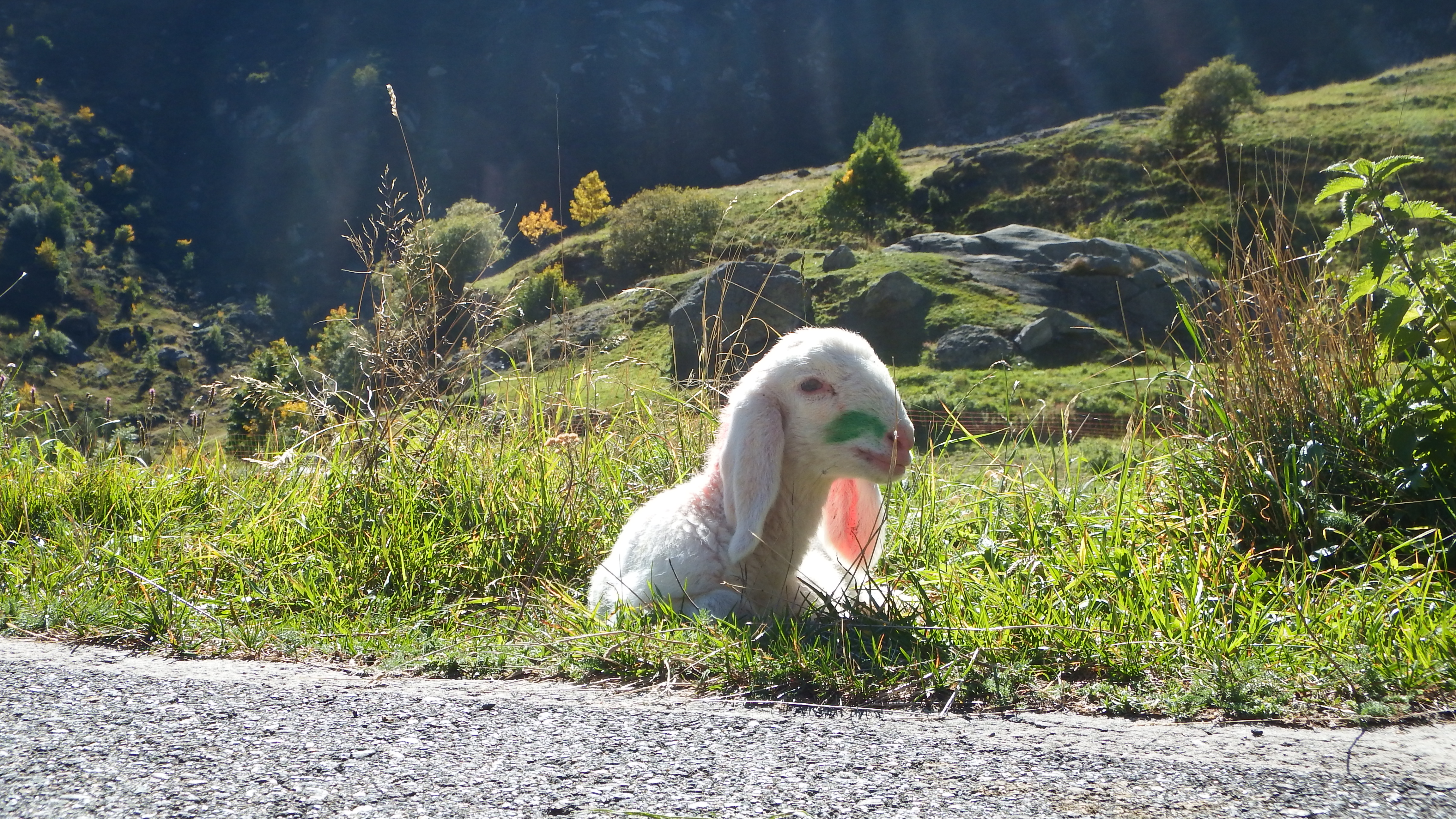
Agnellino appena nato
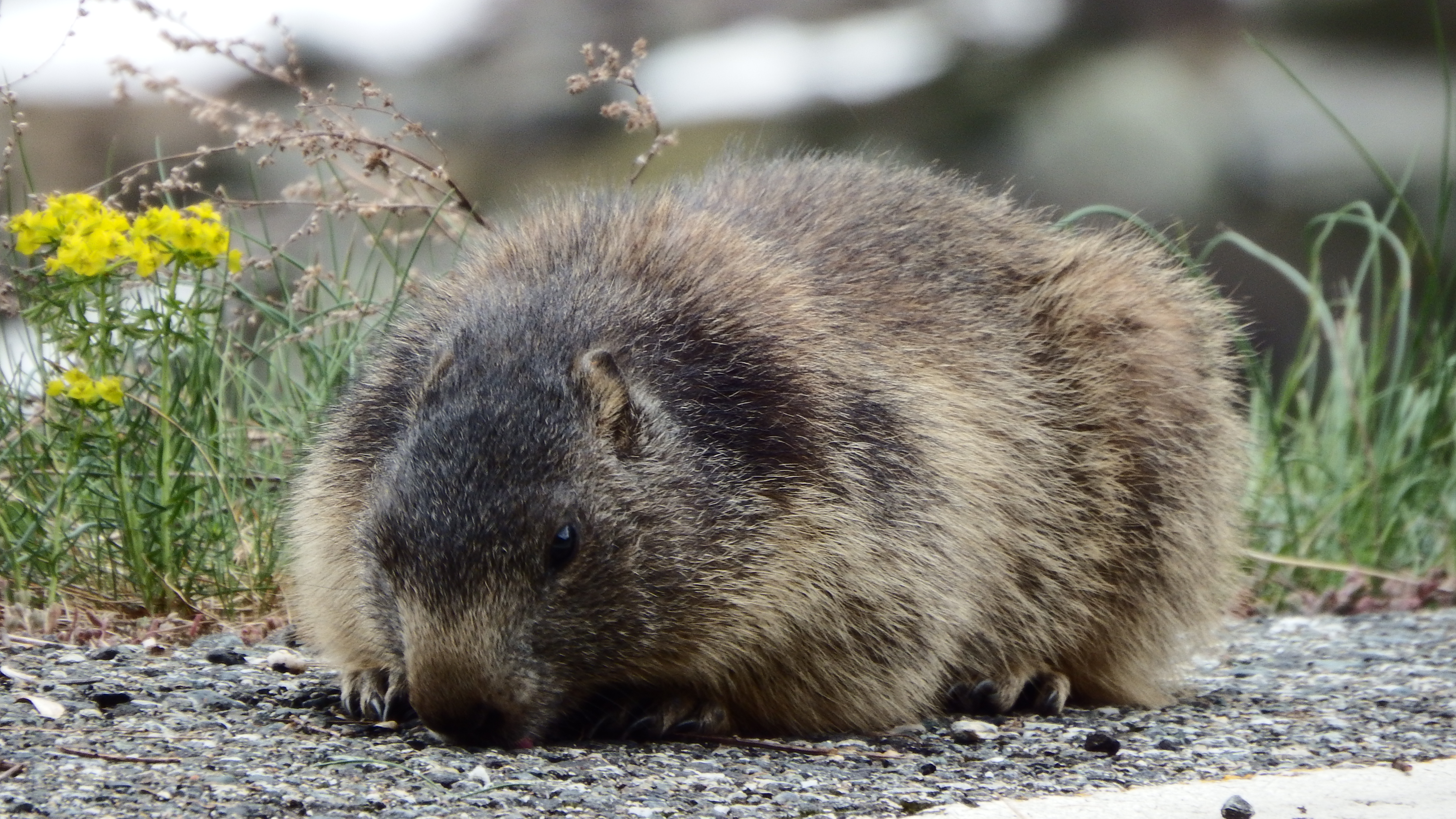
Marmotta
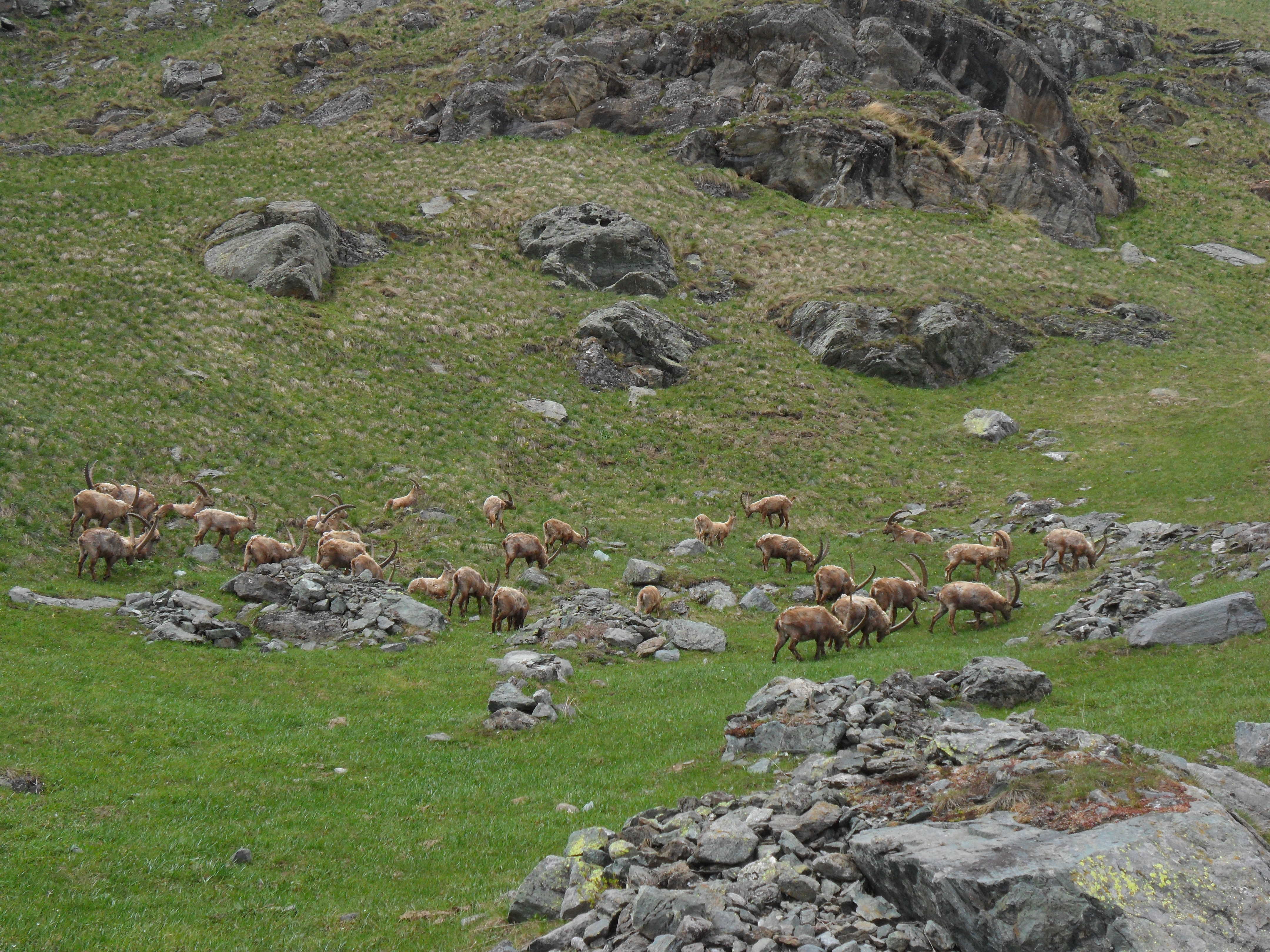
Stambecchi
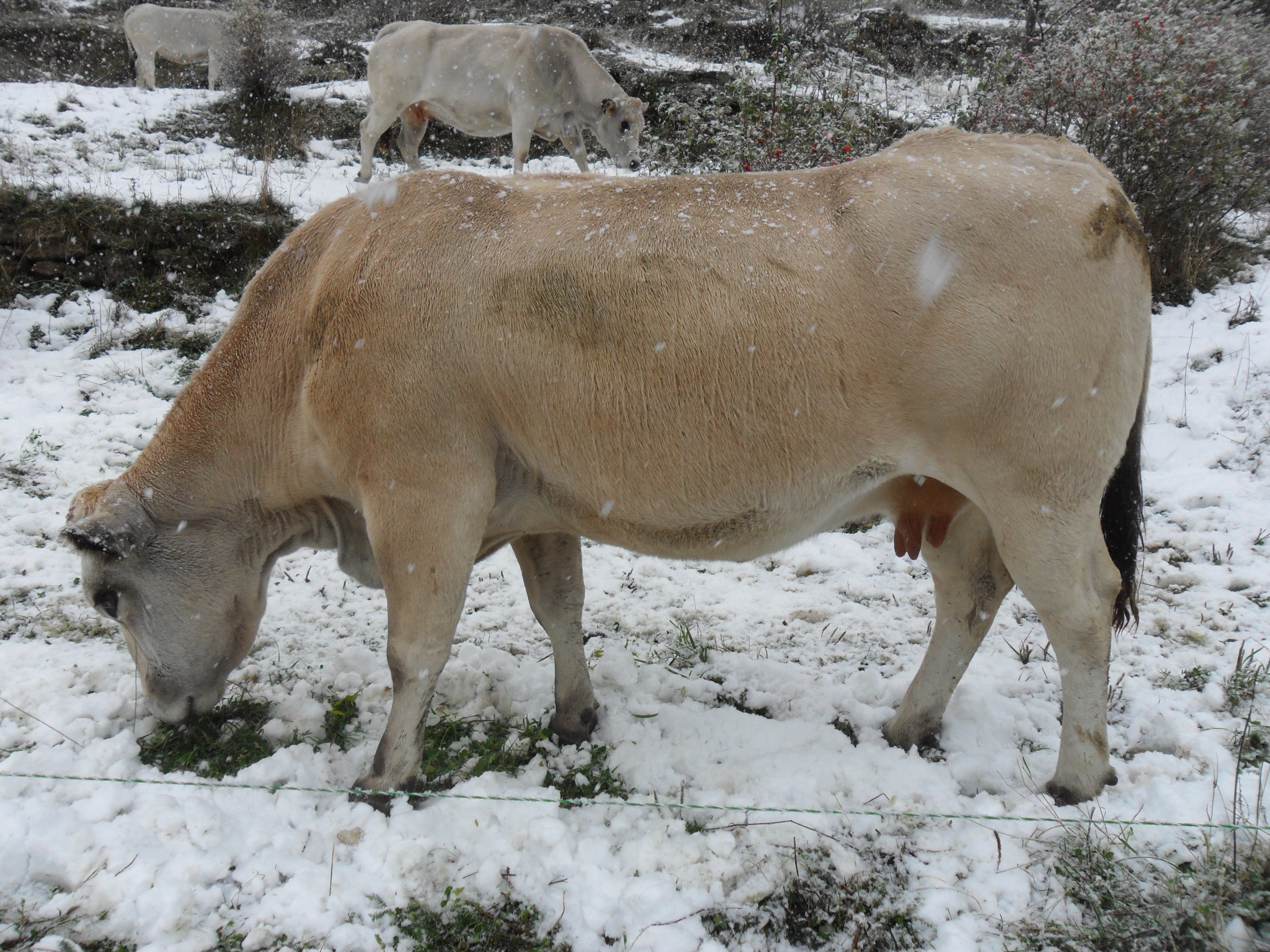
Mucca
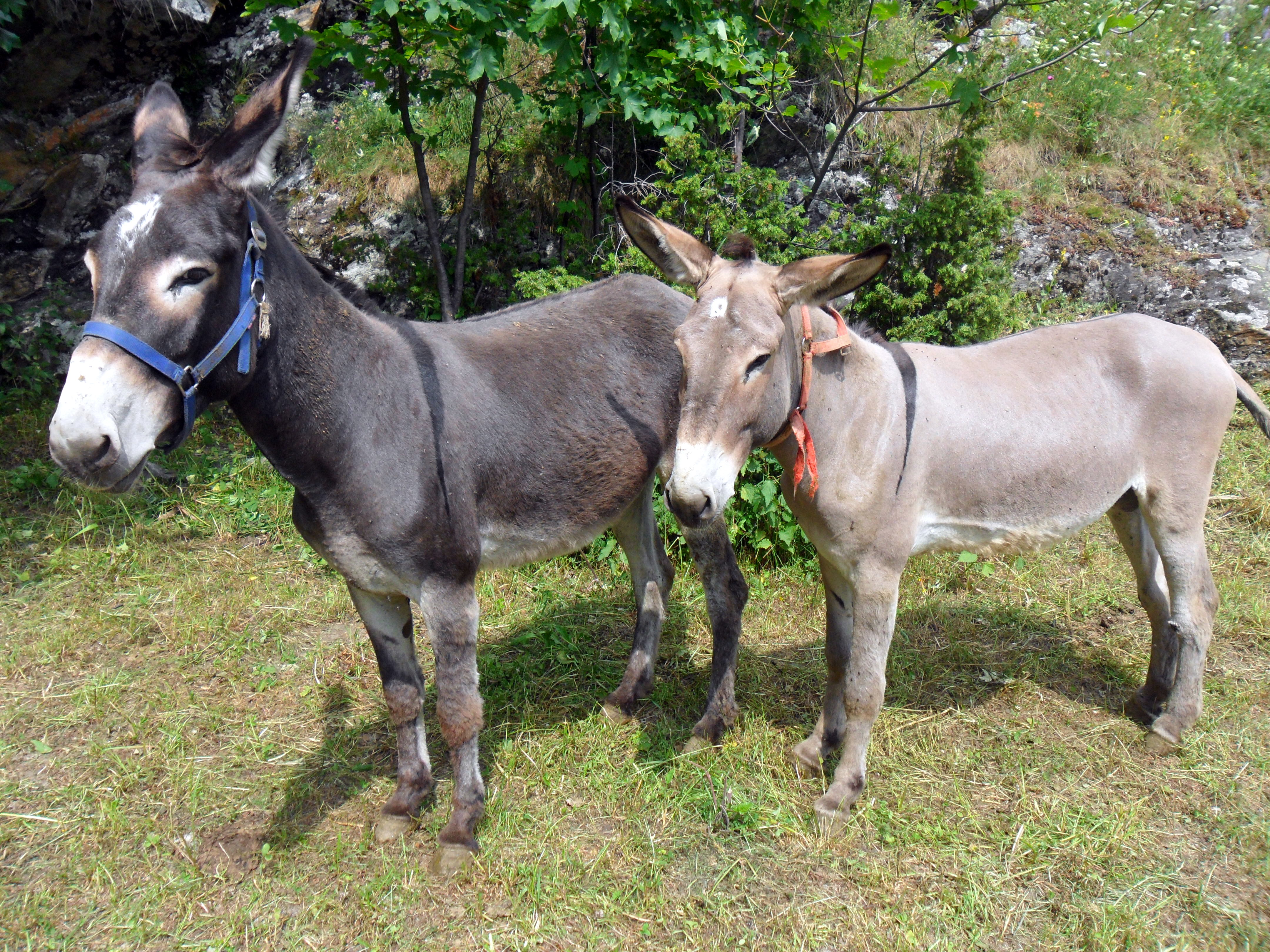
Coppia di asini

## Sport
La frazione è un importante punto di partenza per le molte escursioni che la zona permette sia in inverno con l'utilizzo delle ciaspole (solo da Margone a Malciaussia lungo la strada provinciale) sia in estate su panoramici sentieri che conducono in quota. 
Alcuni sentieri sono:
- Malciaussia - Margone (tramite sentiero lungo fiume) (1450 m.s.l.m.), difficoltà T, tempo 2 ore e 30 minuti;
- Malciaussia - Margone (tramite decauville) (1450 m.s.l.m.), difficoltà EE, tempo 2 ore;
- Malciaussia - Lago Nero (2007 m.s.l.m.), difficoltà E, tempo 35 minuti;
- Malciaussia - Colle della Croce di Ferro (2558 m.s.l.m.), difficoltà E, tempo 2 ore e 30 minuti;
- Malciaussia - Rifugio Tazzetti (2642 m.s.l.m.), difficoltà E, tempo 2 ore e 30 minuti;
- Malciaussia - Laghi dell'Autaret (2970 m.s.l.m.), difficoltà E, tempo 4 ore;
- Malciaussia - Punta Sulè (3384 m.s.l.m.), difficoltà EE, tempo 5 ore circa.

Da Malciaussia è possibile anche scalare il Rocciamelone e la terza domenica di luglio v'è il Trofeo Berru Vulpot, una gara podistica con partenza a Usseglio e arrivo al rifugio.
Dal settembre 2016, il lago, è stato luogo della corsa "La Via di Annibale - Sky Marathon". Questa corsa vuole ricordare il passaggio di Annibale nel 218 a.C. dal Colle dell’Autaret nell’Alta Valle di Viù, nelle Valli di Lanzo. E questo è un pretesto per correre in un ambiente naturalmente integro dove l’altitudine, il sole, il vento e la neve sono i dominatori e padroni. Corsa di alta montagna che parte ed arriva ad Usseglio (To) passando per due passi oltre i 3000 m e sul nevaio dell'ex ghiacciaio Bertà. La gara si svolge il primo week-end di settembre.
Il percorso "La via di Annibale - Sky Marathon" (ASM) è classificato con il bollino rosso: EE itinerario per escursionisti esperti. Si snoda prevalentemente su strade forestali, mulattiere e sentieri in quota. È un itinerario che richiede la capacità di muoversi su terreni particolari, tracce o sentieri impervi o infidi (pendii con affioramenti rocciosi o detritici), talora impegnativi ed esposti. Sono possibili nevicate durante la gara che seppur relativamente breve ha un alto fascino tecnico e paesaggistico. La descrizione e documentazione del transito del condottiero cartaginese è descritta nel romanzo storico "La Druida di Margun Archiviato il 14 agosto 2015 in Internet Archive." di Sisto Merlino.
Il percorso ha effettuato questo itinerario:
- Usseglio (1265 m.s.l.m.);
- Margone (1450 m.s.l.m.);
- Rifugio Luigi Cibrario (2616 m.s.l.m.);
- Colle Sulè (3073 m.s.l.m.);
- Colle dell'Autaret (3077 m.s.l.m.);
- Punta Costan (3305 m.s.l.m.);
- Rifugio Ernesto Tazzetti (2642 m.s.l.m.);
- Malciaussia (1805 m.s.l.m.);
- Lago Falin (1693 m.s.l.m.);
- Margone (1450 m.s.l.m.);
- Usseglio (1265 m.s.l.m.).

## Punti d'appoggio

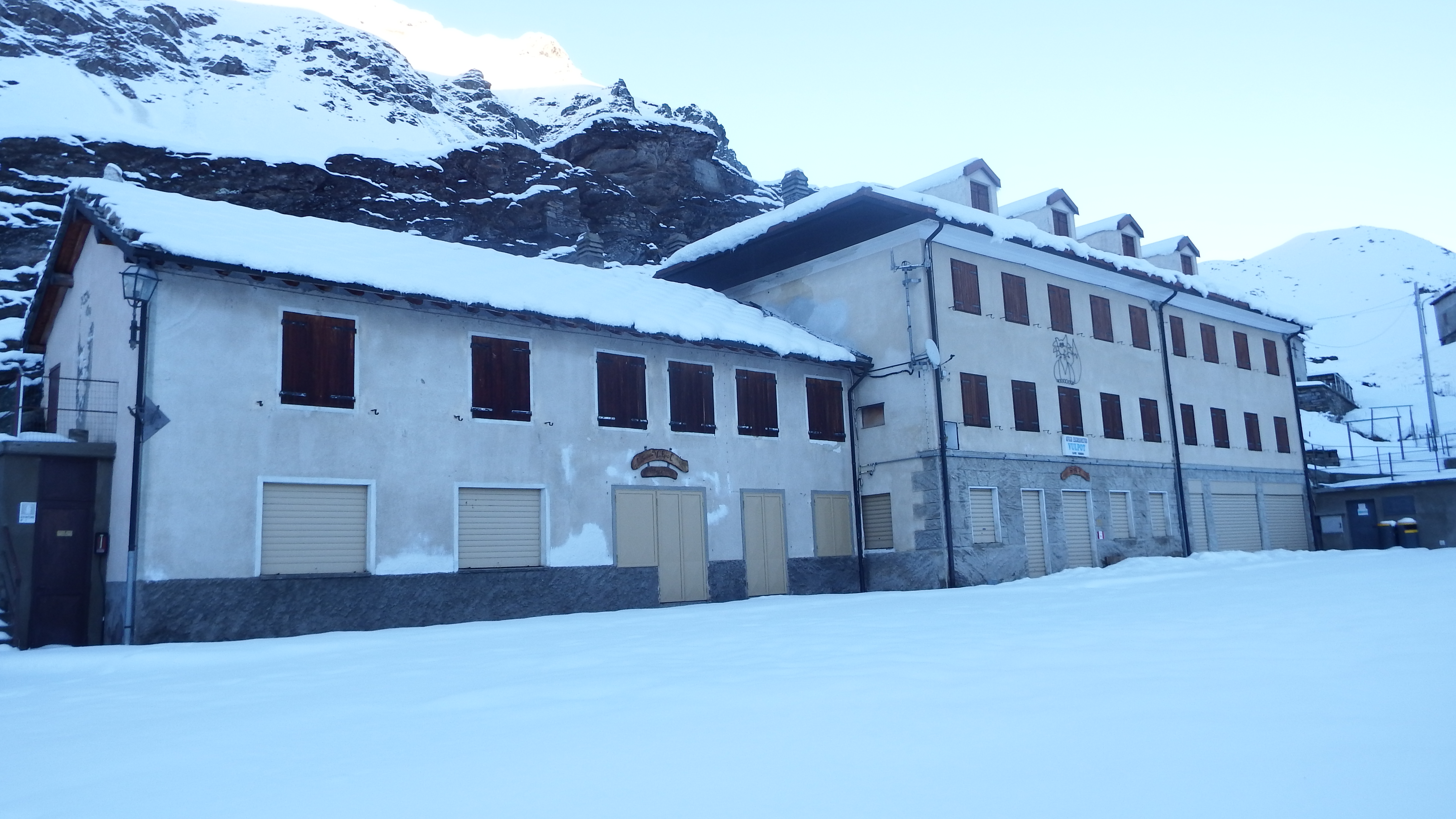
Rifugio Vulpot di Malciaussia

Sul bordo del lago si trova il Rifugio Vulpot, l'edificio venne costruito negli anni trenta del novecento come caserma della Guardia alla Frontiera di stanza nell'ultima frazione della Valle di Viù. Venne poi dato in gestione alla guida alpina Domenico Ferro Famil (chiamato Bertu Vulpot) che, con la sua famiglia, lo gestì fino al 2003. Dopo un anno di chiusura, nel 2005 la gestione passò alla famiglia Furlan, gli attuali gestori.

## Curiosità
Quando si costruì la diga di Malciaussia la vecchia frazione rimase sommersa dalle acque del lago artificiale. Si dice che a volte si sentano ancora i rintocchi della vecchia chiesetta di San Bernardo e che questo venga interpretato come segno di sventura.